# Рудное тело
Рудное тело — общее название скопления руды любой формы. Различные типы рудных тел имеют собственные названия: жилы, линзы, россыпи, скарны, штоки, штокверки, столбы, гнёзда.
Рудное тело может соответствовать рудному месторождению, но чаще месторождение включает несколько рудных тел. Граница между рудным телом и вмещающими горными породами может быть резкой, определяемой визуально, или постепенной (наблюдается переход от рудного тела к вмещающим породам через зону вкрапленных, бедных руд и слабо оруденелых пород); в последнем случае граница рудного тела устанавливается в процессе опробования (по минимально допустимому содержанию металла или минерала в руде).